# 四次元ナイフ
四次元ナイフ（よじげんナイフ）は、吉本興業で活動していたお笑いコンビ（漫才コンビ）。1997年3月に結成、2011年9月末解散。共に大阪NSC18期生。解散の報告は10月に各ブログにて発表された。

## メンバー
山内 祥聖（やまうち よしまさ、1974年4月6日 - ）
- 血液型 はO型。
- 兵庫県芦屋市出身。
- 立ち位置は右。趣味は野球観戦。
- 解散後、2012年9月に園田競馬場内に串カツ屋「串勝や」をオープン。
- コンビを組んでいた時に相方をハゲ＆メガネといいつつ今は本人がハゲとメガネ

山本 大介（やまもと だいすけ、1975年4月18日 - ）
- 血液型はB型。
- ハゲ頭が特徴。
- 徳島県鳴門市出身
- 立ち位置は左。趣味はホームページ作り。
- 実家はラブホテルを営んでいる。
- コンビ解散後は、ピン芸人「ずばり!タコ介」として徳島県を中心に活動中。

## 受賞歴
- 2000年今宮子供えびすマンザイ新人コンクール　第21回 福笑い大賞

## 出演

### 過去の出演番組
- 探偵!ナイトスクープ（朝日放送）探偵見習いとして出演（山本のみ）
- クイズ!紳助くん（朝日放送）なにわ突撃隊として出演
- 爆笑オンエアバトル （NHK総合）戦績0勝1敗 最高305KB